# Edmund Meyer
Edmund Viktor Meyer (* 30. Oktober 1864 in Berlin; † 9. August 1931 ebenda)  war ein deutscher Mediziner (Laryngologie) und Hochschullehrer an der Universität Berlin.
Meyer war der Sohn eines Rechtsanwalts und Justizrats. 1902 wurde er außerordentlicher Professor für Laryngologie an der Universität Berlin. Meyer verfasste den Abschnitt Erkrankungen der oberen Luftwege in Band 1 des Handbuchs der inneren Medizin (1. Auflage 1914 und zweite Auflage).
Ein Teil des Stellknorpels ist im Englischen nach ihm benannt.

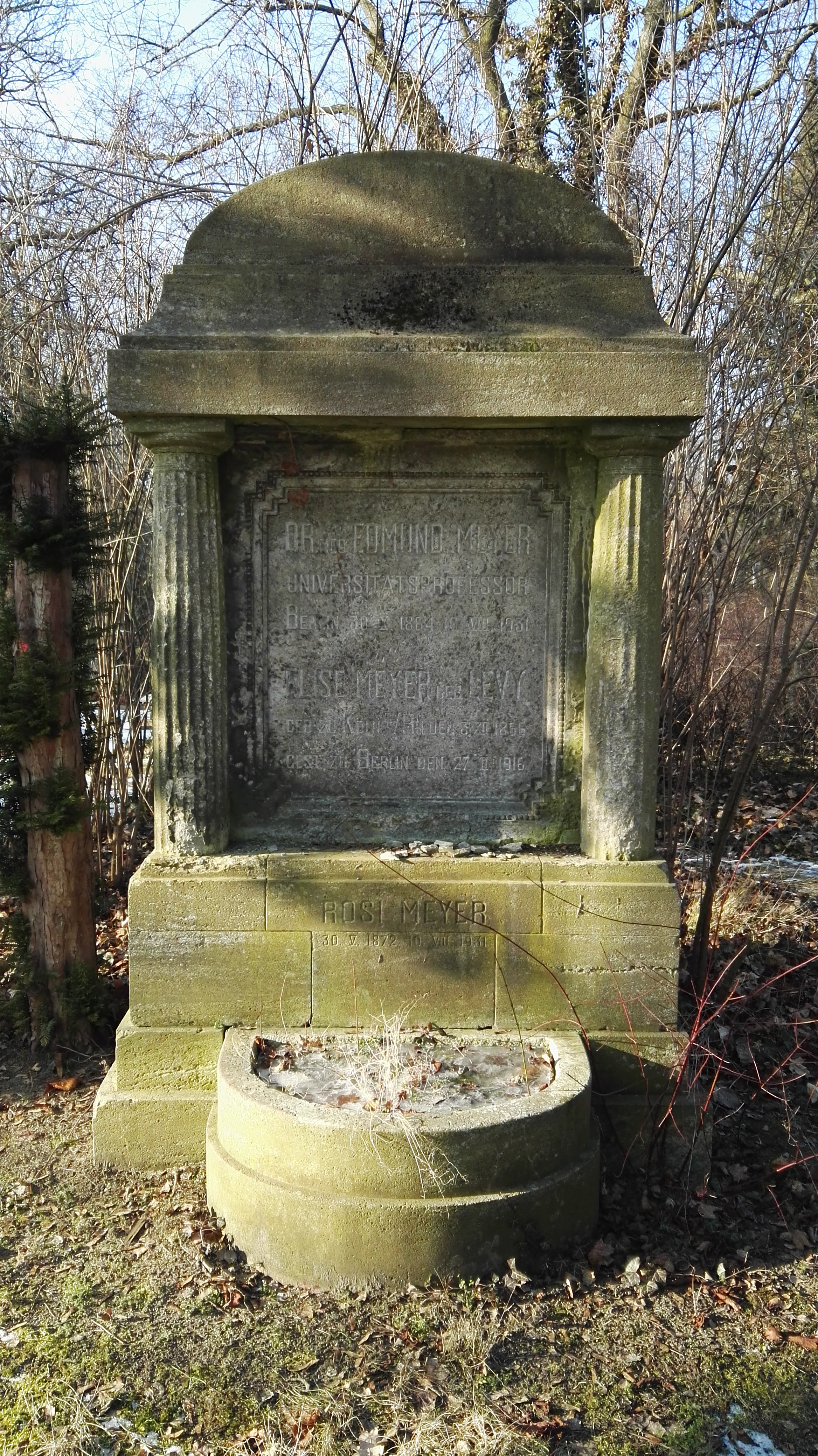
Grabstein für Edmund Meyer im Zentralfriedhof Friedrichsfelde

Er war jüdischer Konfession und mit Elise Levy verheiratet. Sie beging 1916 Suizid (sie litt an Depressionen und wurde von ihrem Ehemann betrogen). Meyer heiratete am 19. April 1923 Rosalie Levin, geborene Heimann. 1931 begingen beide ebenfalls Suizid. Sein Sohn aus erster Ehe Max Meyer (1890–1954) war ebenfalls Professor für Laryngologie (in Würzburg); während der Zeit des Nationalsozialismus emigrierte er in die Türkei und in den Iran. Die Tochter Hildegard (1891–1961) heiratete den Anwalt Walter Schmidt.